# Axelinus ghilarovi
Axelinus ghilarovi är en skalbaggsart som beskrevs av Kryzhanovskij in Kryzhanovskij och Reichardt 1976. Axelinus ghilarovi ingår i släktet Axelinus och familjen stumpbaggar. Inga underarter finns listade i Catalogue of Life.